# همپتون (حوزه سرشماری)، نیوهمپشایر
همپتون (به انگلیسی: Hampton) یک منطقهٔ مسکونی در ایالات متحده آمریکا است که در نیوهمپشایر واقع شده است. همپتون ۱۳٫۹ کیلومتر مربع مساحت و ۹٬۲۰۲ نفر جمعیت دارد و ۱۲٫۱۹ متر بالاتر از سطح دریا واقع شده است.